# Seinabo Sey

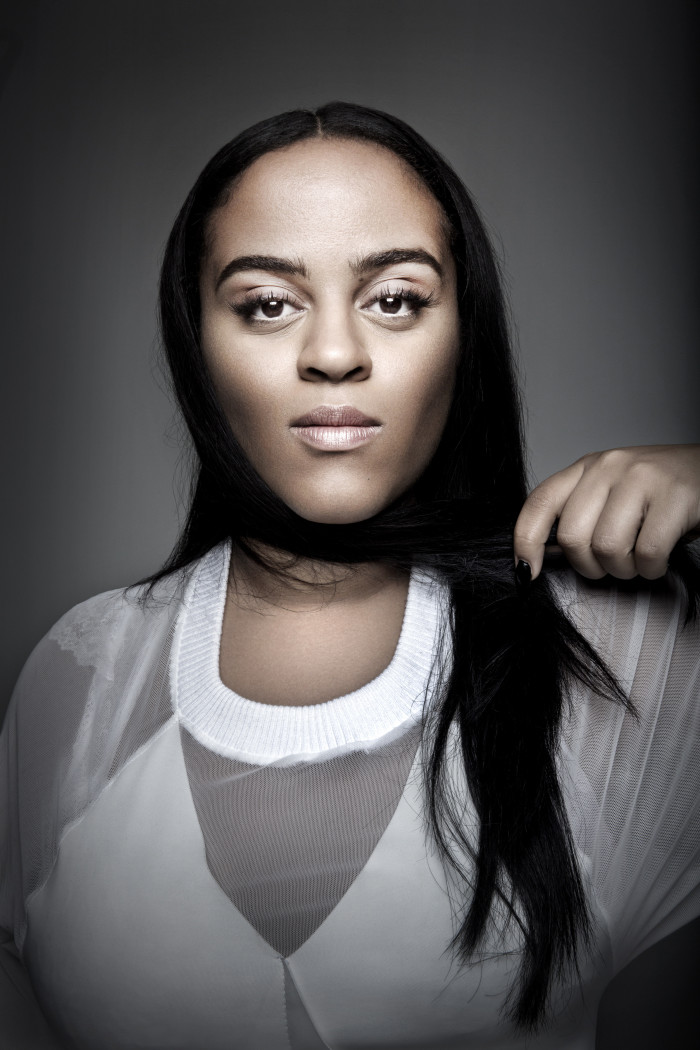
Seinabo Sey (2014)

Seinabo Sey [seɪnabo siː] (* 7. Oktober 1990 in Halmstad) ist eine schwedische Soulpop-Sängerin. Sie wurde 2014 international bekannt durch den Remix ihres Songs Younger des norwegischen DJs Kygo.

## Biografie
Seinabo Sey wuchs teilweise in Gambia auf, der Heimat ihres Vaters, der selbst Sänger ist. Sie kehrte nach Schweden zurück und zog in die Hauptstadt Stockholm. Schon als Teenager schrieb sie ihre eigenen Songs und arbeitete später mit schwedischen Musikern wie den Rappern Stor und Linda Pira zusammen. Maskinen und Oskar Linnros begleitete sie auf Tour. Zusammen mit dem Produzenten Frank Nobel bildete sie das Duo Def Chronic. Sie machten 2010 erste Veröffentlichungen und fanden auch viel Beachtung, der Durchbruch gelang ihnen aber nicht.
Schließlich wurde Sey von Universal Music unter Vertrag genommen. Magnus Lidehäll, der unter anderem ein Nummer-eins-Album für Veronica Maggio produziert hatte, nahm mit ihr die Solo-Debütsingle Younger auf, die Ende 2013 erschien. Insbesondere der Remix des norwegischen DJs Kygo aus Bergen wurde ein großer Erfolg. Innerhalb von drei Monaten wurde das Lied beim schwedischen Marktführer Spotify über 4 Millionen Mal als Stream abgerufen und wurde zum Spotlight 2014 ernannt. Auf der eigenen Soundcloud-Seite kamen noch einmal so viele Abrufe hinzu. Auch in den schwedischen Singlecharts war sie damit erfolgreich.
Ende Februar trat sie beim By:Larm-Festival im norwegischen Oslo auf. Nach der Veröffentlichung der Single im Nachbarland erreichte sie in Norwegen Ende Mai Platz eins der Charts. Auch außerhalb Skandinaviens konnte sich das Lied platzieren.
Im September erschien die Single Pistols at Dawn. Das Lied war auch in der Werbung sehr beliebt und wurde unter anderem von Mercedes in der Autowerbung und von Ubisoft im Trailer für das Computerspiel Assassin’s Creed Unity eingesetzt.

## Diskografie
Alben
- 2015: Pretend
- 2018: I’m a Dream
- 2023: The One After Me

Singles
- 2014: Younger (DE: Gold)
- 2014: Hard Time (NO: Gold)
- 2014: Pistols at Dawn
- 2022: Don’t Go Mad (Swedish House Mafia feat. Seinabo Sey)
- 2024: Försent (mit Hov1)

## Auszeichnungen
| Jahr | Auszeichnung | Kategorie                   | Werk              | Ergebnis  |
| ---- | ------------ | --------------------------- | ----------------- | --------- |
| 2015 | Grammis 2015 | Künstler/in des Jahres 2015 |                   | Nominiert |
| 2015 | Grammis 2015 | Lied des Jahres 2015        | Younger           | Nominiert |
| 2015 | Grammis 2015 | Musikvideo des Jahres 2015  | Pistols at Dawn   | Nominiert |
| 2015 | Grammis 2015 | Newcomer/in des Jahres 2015 | For Madeleine     | Gewonnen  |
| 2016 | Grammis 2016 | Album des Jahres 2016       | Pretend           | Nominiert |
| 2016 | Grammis 2016 | Künstler/in des Jahres 2016 | Pretend           | Nominiert |
| 2016 | Grammis 2016 | Pop des Jahres 2016         | Pretend           | Gewonnen  |
| 2019 | Grammis 2019 | Texter/in des Jahres 2019   | I’m a Dream       | Gewonnen  |
| 2019 | Grammis 2019 | Pop des Jahres 2019         | I’m a Dream       | Nominiert |
| 2019 | Grammis 2019 | Musikvideo des Jahres 2019  | I owe you nothing | Nominiert |
| 2019 | Grammis 2019 | Künstler/in des Jahres 2019 | I’m a Dream       | Nominiert |
| 2019 | Grammis 2019 | Album des Jahres 2019       | I’m a Dream       | Gewonnen  |

## Auszeichnungen für Musikverkäufe
| Goldene Schallplatte - Dänemark - 2014: für das Streaming Younger - Italien - 2017: für die Single Younger Platin-Schallplatte - Dänemark - 2016: für die Single Younger - Neuseeland - 2022: für die Single Younger |

Anmerkung: Auszeichnungen in Ländern aus den Charttabellen bzw. Chartboxen sind in ebendiesen zu finden.
| Land/RegionAuszeichnungen für Musikverkäufe (Land/Region, Auszeichnungen, Verkäufe, Quellen) | Silber  | Gold     | Platin       | Verkäufe | Quellen              |
| -------------------------------------------------------------------------------------------- | ------- | -------- | ------------ | -------- | -------------------- |
| Dänemark (IFPI)                                                                              | —       | Gold1    | Platin1      | 60.000   | ifpi.dk              |
| Deutschland (BVMI)                                                                           | —       | Gold1    | —            | 150.000  | musikindustrie.de    |
| Italien (FIMI)                                                                               | —       | Gold1    | —            | 25.000   | fimi.it              |
| Neuseeland (RMNZ)                                                                            | —       | —        | Platin1      | 30.000   | radioscope.co.nz     |
| Norwegen (IFPI)                                                                              | —       | Gold1    | 8× Platin8   | 105.000  | ifpi.no              |
| Schweden (IFPI)                                                                              | —       | Gold1    | 4× Platin4   | 180.000  | sverigetopplistan.se |
| Vereinigtes Königreich (BPI)                                                                 | Silber1 | —        | —            | 200.000  | bpi.co.uk            |
| Insgesamt                                                                                    | Silber1 | 5× Gold5 | 14× Platin14 |          |                      |